# 北區 (岡山市)
北區（日语：／ Kita ku */?）是日本岡山縣岡山市的4個區之一。位於岡山市的西北部，面積451km²，無論面積還是人口都是4個區中最大的。
北區佔了全岡山市的一半已上，也是全日本政令指定都市的行政區中面積第四大的（次於靜岡市葵區 1,073km²、濱松市天龍區 944km²、札幌市南區 657km²），31萬的人口同時也是第三多的行政區（次於橫濱市港北區 32.9萬人、橫濱市青葉區 30.4萬人）。
轄區北部位於山區之間，南部為丘陵和平原，東南部為自江戶時代開始發展的岡山藩池田氏的城下町。北區現為岡山市的市中心，岡山縣廳、岡山市政府及岡山縣的交通樞紐岡山車站皆位於此區。

## 歷史

### 年表
- 1889年6月1日：實施市制，設制岡山市。
- 1899年8月1日：御野郡御野村、伊島村、石井村、鹿田村、古鹿田村各自的一部分地區被併入岡山市。
- 1921年3月1日：御津郡伊島村、石井村、鹿田村以及御野村的部分地區被併入岡山市。
- 1952年4月1日：御津郡牧石村、大野村、今村被併入岡山市。
- 1953年3月1日：御津郡牧山村、赤磐郡高月村各自的一部分地區被併入岡山市。
- 1954年4月1日：御津郡御津町的部分地區被併入岡山市。
- 1971年1月8日：御津郡一宮町、津高町、吉備郡高松町被併入岡山市。
- 1971年3月8日：都窪郡吉備町被併入岡山市。
- 1971年5月1日：吉備郡足守町被併入岡山市。
- 2005年3月22日：御津郡御津町被併入岡山市。
- 2007年1月22日：御津郡建部町被併入岡山市。
- 2009年4月1日：岡山市城為政令指定都市，同時設制北區。

### 区名
2009年岡山市成為政令指定都市前，此區的區名經過公開徵募選拔後，依序為「北區」、「旭區」、「岡北區」、「桃太郎區」、「旭川區」、「綠區」，最後以排名第一的「北區」作為區名。

## 交通

### 機場
- 岡山機場

### 鐵路
- 西日本旅客鐵道
  - ■山陽新幹線：岡山車站
  - ■山陽本線： （中區） - 岡山車站 - 北長瀨車站 - 庭瀨車站 - （倉敷市）
  - ■宇野線（瀨戶大橋線）：岡山車站 - 大元車站 - （南區）
  - ■津山線：岡山車站 - 法界院車站 - 備前原車站 - 玉柏車站 - 牧山車站 - 野野口車站 - 金川車站 - 建部車站 - 福渡車站 - （久米郡久米南町）
  - ■吉備線：岡山車站 - 備前三門車站 - 大安寺車站 - 備前一宮車站 - 吉備津車站 - 備中高松車站 - 足守車站 - （總社市）
- 岡山電氣軌道
  - ■東山本線：岡山車站前站 - 西川綠道公園站 - 柳川站 - 城下站 - 縣廳通站 - 西大寺町站 - （中區）
  - ■清輝橋線：柳川站 - 郵便局前站 - 田町站 - 新西大寺町筋站 - 大雲寺前站 - 東中央町站 - 清輝橋站

已停止營運
- 岡山電氣軌道：番町線
- 中國稻荷山鋼索鐵道
- 岡山臨港鐵道

### 道路
高速道路
- 山陽自動車道：岡山交流道 - 吉備服務區
- 岡山自動車道：岡山系統交流道 - 岡山總社交流道

## 景點
北區
- 後樂園
- 岡山城
- 池田動物園
- 岡山市半田山植物園
- 最上稻荷
- 吉備路
  - 吉備津神社
  - 吉備津彦神社
  - 備中高松城
  - 造山古墳
- 足守
- 八幡溫泉鄉

## 教育
大學
- 岡山大學
- 聖母清心女子大學
- 岡山理科大學
- 岡山商科大學
- 中國學園大學
- 中國短期大學

高等学校
- 岡山縣立岡山大安寺高等學校
- 岡山縣立岡山一宮高等學校
- 岡山縣立岡山御津高等學校
- 岡山縣立高松農業高等學校
- 岡山縣立岡山工業高等學校
- 岡山縣立岡山南高等學校
- 岡山縣立烏城高等學校
- 關西高等學校
- 岡山理科大學附屬中學校・高等學校
- 岡山商科大學附附屬高等學校
- 明誠學院高等學校
- 創志學園高等學校
- 克拉克記念國際高等學校岡山校區
- 岡山市立岡山後樂館中學校・高等學校
- 就實中學校・高等學校

特殊學校
- 岡山縣立岡山支援學校
- 岡山縣立岡山西支援學校

## 外部連結
- （日語） 官方网站
- OpenStreetMap上有關北區 (岡山市)的地理